# Camamu (ort)
Camamu är en ort i Brasilien.   Den ligger i kommunen Camamu och delstaten Bahia, i den östra delen av landet, 1 000 km öster om huvudstaden Brasília. Camamu ligger 37 meter över havet och antalet invånare är 13 924.
Terrängen runt Camamu är platt. Havet är nära Camamu österut. Det finns inga andra samhällen i närheten. 
Trakten runt Camamu består huvudsakligen av våtmarker. Runt Camamu är det ganska tätbefolkat, med 52 invånare per kvadratkilometer.